# Copa Libertadores (U-20) 2016
Die Copa Libertadores (U-20) 2016, (span.: Copa Libertadores Sub-20 de 2016), war die dritte Austragung des internationalen Fußballwettbewerbs für U20-Mannschaften südamerikanischer Vereine. Der Wettbewerb wurde vom südamerikanischen Fußballverband CONMEBOL organisiert und wurde nach einer vierjährigen Pause wieder ausgetragen.

## Teilnehmende Mannschaften
Die folgenden Mannschaften nahmen an der Copa Libertadores Sub-20 2016 teil:
| Land        | Verein                  | Qualifikationsgrund                                |
| ----------- | ----------------------- | -------------------------------------------------- |
| Argentinien | River Plate             | Titelverteidiger                                   |
| Argentinien | CA Lanús                | Torneio National da Cuarta Divisão 2015 Gewinner   |
| Bolivien    | Club Bolívar            | Torneio Nacional Sub-20 2015 Gewinner              |
| Brasilien   | FC São Paulo            | Copa do Brasil Sub-20 2015 Gewinner                |
| Chile       | CD Huachipato           | Nacional Sub-18 2015 Gewinner                      |
| Kolumbien   | Cortuluá                | Torneio Sub-20 2015 Gewinner                       |
| Ecuador     | Independiente del Valle | Torneio Sub-18 „A“ 2015 Gewinner                   |
| Paraguay    | Club Cerro Porteño      | Apertura do Nacional Absoluto Sub-20 2015 Gewinner |
| Paraguay    | Club Libertad           | Clausura do Nacional Absoluto Sub-20 2015 Gewinner |
| Peru        | FBC Melgar              | Torneio de Promoção e Reservas 2015 Gewinner       |
| Uruguay     | Liverpool Montevideo    | Anual Sub-19 2015 Gewinner                         |
| Venezuela   | Deportivo La Guaira     | Torneio Venezuelano Sub-20 2015 Gewinner           |

## Gruppenphase
Die Gruppenphase startete am 30. Januar und endete am 7. Februar 2016.

### Gruppe A
| Pl. | Verein               | Sp. | S | U | N | Tore    | Diff. | Punkte |
| --- | -------------------- | --- | - | - | - | ------- | ----- | ------ |
| 1.  | Liverpool Montevideo | 3   | 2 | 0 | 1 | 014:400 | +10   | 06     |
| 2.  | CA Lanús             | 3   | 2 | 0 | 1 | 006:300 | +3    | 06     |
| 3.  | Club Cerro Porteño   | 3   | 2 | 0 | 1 | 007:500 | +2    | 06     |
| 4.  | Club Bolívar         | 3   | 0 | 0 | 3 | 002:170 | −15   | 0      |

| 1. Spieltag (30. Januar) |            |                      |                              |
| Club Bolívar             | 0:2 (0:0)  | CA Lanús             | Estadio Feliciano Cáceres    |
| Club Cerro Porteño       | 1:2 (1:1)  | Liverpool Montevideo | Estadio Feliciano Cáceres    |
| 2. Spieltag (2. Februar) |            |                      |                              |
| Liverpool Montevideo     | 0:3 (0:1)  | CA Lanús             | Estadio Defensores del Chaco |
| Club Cerro Porteño       | 3:2 (1:2)  | Club Bolívar         | Estadio Defensores del Chaco |
| 3. Spieltag (5. Februar) |            |                      |                              |
| Club Bolívar             | 0:12 (0:5) | Liverpool Montevideo | Estadio Defensores del Chaco |
| Club Cerro Porteño       | 3:1 (0:1)  | CA Lanús             | Estadio Defensores del Chaco |

### Gruppe B
| Pl. | Verein                  | Sp. | S | U | N | Tore    | Diff. | Punkte |
| --- | ----------------------- | --- | - | - | - | ------- | ----- | ------ |
| 1.  | FC São Paulo            | 3   | 2 | 1 | 0 | 012:100 | +11   | 07     |
| 2.  | Club Libertad           | 3   | 1 | 1 | 1 | 005:400 | +1    | 04     |
| 3.  | Independiente del Valle | 3   | 1 | 1 | 1 | 003:100 | −7    | 04     |
| 4.  | FBC Melgar              | 3   | 0 | 1 | 2 | 002:700 | −5    | 01     |

| 1. Spieltag (31. Januar) |           |                         |                          |
| FBC Melgar               | 1:1 (0:0) | Independiente del Valle | Estadio Dr. Nicolás Leoz |
| Club Libertad            | 1:1 (1:1) | FC São Paulo            | Estadio Dr. Nicolás Leoz |
| 2. Spieltag (3. Februar) |           |                         |                          |
| FC São Paulo             | 8:0 (3:0) | Independiente del Valle | Estadio Manuel Ferreira  |
| Club Libertad            | 3:1 (1:0) | FBC Melgar              | Estadio Dr. Nicolás Leoz |
| 3. Spieltag (6. Februar) |           |                         |                          |
| Club Bolívar             | 0:3 (0:3) | FC São Paulo            | Estadio Dr. Nicolás Leoz |
| Club Libertad            | 1:2 (0:0) | Independiente del Valle | Estadio Dr. Nicolás Leoz |

### Gruppe C
| Pl. | Verein              | Sp. | S | U | N | Tore    | Diff. | Punkte |
| --- | ------------------- | --- | - | - | - | ------- | ----- | ------ |
| 1.  | Cortuluá            | 3   | 2 | 0 | 1 | 009:500 | +4    | 06     |
| 2.  | CD Huachipato       | 3   | 2 | 0 | 1 | 005:400 | +1    | 06     |
| 3.  | River Plate         | 3   | 2 | 0 | 1 | 004:300 | +1    | 06     |
| 4.  | Deportivo La Guaira | 3   | 0 | 0 | 3 | 000:600 | −6    | 0      |

| 1. Spieltag (1. Februar) |           |                     |                         |
| Deportivo La Guaira      | 0:2 (0:1) | CD Huachipato       | Estadio Manuel Ferreira |
| River Plate              | 3:2 (2:1) | Cortuluá            | Estadio Manuel Ferreira |
| 2. Spieltag (4. Februar) |           |                     |                         |
| Cortuluá                 | 4:2 (2:0) | CD Huachipato       | Estadio Manuel Ferreira |
| River Plate              | 1:0 (0:0) | Deportivo La Guaira | Estadio Manuel Ferreira |
| 3. Spieltag (7. Februar) |           |                     |                         |
| Deportivo La Guaira      | 0:3 (0:0) | Cortuluá            | Estadio Manuel Ferreira |
| River Plate              | 0:1 (0:0) | CD Huachipato       | Estadio Manuel Ferreira |

## Finalrunde
|  | Halbfinale             | Halbfinale             |                        |   | Finale                 | Finale                 |
|  |                        |                        |                        |   |                        |                        |
|  | Liverpool Montevideo   | 0 (7)                  |                        |   |                        |                        |
|  | Cortuluá               | 0 (6)                  |                        |   |                        |                        |
|  | 11. Februar – Asunción |                        |                        |   |                        |                        |
|  |                        |                        | 14. Februar – Asunción |   |                        |                        |
|  | Liverpool Montevideo   | 0                      |                        |   |                        |                        |
|  |                        | FC São Paulo           | 1                      |   |                        |                        |
|  |                        |                        |                        |   |                        |                        |
|  | Spiel um Platz drei    |                        |                        |   |                        |                        |
|  | 11. Februar – Asunción | 11. Februar – Asunción | Cortuluá               | 1 |                        |                        |
|  | FC São Paulo           | 3                      | CA Lanús               | 0 |                        |                        |
|  | CA Lanús               | 2                      |                        |   | 14. Februar – Asunción | 14. Februar – Asunción |

### Halbfinale
| Datum       |                      | Ergebnis        |          | Ort                     |
| ----------- | -------------------- | --------------- | -------- | ----------------------- |
| 11. Februar | Liverpool Montevideo | 0:0 (7:6 i. E.) | Cortuluá | Estadio Manuel Ferreira |
| 11. Februar | FC São Paulo         | 3:2 (2:2)       | CA Lanús | Estadio Manuel Ferreira |

### 3. Platz
| Datum       |          | Ergebnis  |          | Ort                      |
| ----------- | -------- | --------- | -------- | ------------------------ |
| 14. Februar | Cortuluá | 1:0 (1:0) | CA Lanús | Estadio Dr. Nicolás Leoz |

### Finale
| Liverpool Montevideo                                                     | Liverpool Montevideo | FC São Paulo | FC São Paulo |
| ------------------------------------------------------------------------ | --- | --- | ------------ |
| Liverpool Montevideo                                                     | \| 14. Februar 2016 um 20:15 (UTC−3) in Asunción (Estadio Dr. Nicolás Leoz) \| \| Ergebnis: 0:1 (0:0) \| \| Schiedsrichter: Jesús Valenzuela ( Venezuela) \| \| [15] Spielbericht] \|                                                                         | \| 14. Februar 2016 um 20:15 (UTC−3) in Asunción (Estadio Dr. Nicolás Leoz) \| \| Ergebnis: 0:1 (0:0) \| \| Schiedsrichter: Jesús Valenzuela ( Venezuela) \| \| [15] Spielbericht] \| | FC São Paulo |
| Liverpool Montevideo                                                     | Rodríguez – Mallo, González 74., De Amores, Machado – Peluffo, Sención , De La Cruz, Laport 90. – J. Pintos 82., Ramírez Reserve Lentinelly, I. Pintos 82., Cáceres, Torres, Pereyra, Cao, Silveira 90., González, Romero 74. Cheftrainer: Alejandro Bertoldi | Lucas Perri – Foguete, Lucas Kal, Iago Maidana, Inácio – Banguelê , Artur 94., Lucas Fernandes – Luiz Araújo 90., David Neres, Pedro Bortoluzo 90. Reserve Lucas Paes, Felipe Araruna, Queiroz 94., Jeferson, Murilo, Shaylon 90., Paulo Henrique, Gabriel Moreira 90. Cheftrainer: André Jardine | FC São Paulo |
| Liverpool Montevideo                                                     | 0:1 Lucas Fernandes (85.) | | FC São Paulo |
| Liverpool Montevideo                                                     | Sención (31.), De Amores (56.), Laport (65.), Machado (76.) | Iago Maidana (18.), Inácio (79.), Queiroz (95.) | FC São Paulo |
| Liverpool Montevideo                                                     | De Amores (88.), De La Cruz (90.+6') | David Neres (88.) | FC São Paulo |
| 14. Februar 2016 um 20:15 (UTC−3) in Asunción (Estadio Dr. Nicolás Leoz) | | |              |
| Ergebnis: 0:1 (0:0)                                                      | | |              |
| Schiedsrichter: Jesús Valenzuela ( Venezuela)                            | | |              |
| [ Spielbericht]                                                          | | |              |

## Beste Torschützen
| Rang | Spieler            | Klub                 | Tore |
| ---- | ------------------ | -------------------- | ---- |
| 1    | Luiz Araújo        | FC São Paulo         | 5    |
| 2    | Nicolás De La Cruz | Liverpool Montevideo | 4    |
|      | David Neres        | FC São Paulo         | 4    |
| 4    | Richard Martínez   | Club Cerro Porteño   | 3    |
|      | Heisen Izquierdo   | Cortuluá             | 3    |
|      | Oscar Camilo       | Cortuluá             | 3    |
|      | Martin Molini      | CD Huachipato        | 3    |
|      | Ignacio Ramírez    | Liverpool Montevideo | 3    |
|      | Cristián Ramírez   | CA Lanús             | 3    |